# Grace Flowers/やくそく
「Grace Flowers/やくそく」（グレイスフラワーズ/やくそく）は、2021年3月20日公開のアニメーション映画『映画 ヒーリングっど♥プリキュア ゆめのまちでキュン!っとGoGo!大変身!!』の主題歌・挿入歌。同曲を収録したシングルCDが同年3月17日にマーベラスから発売された。

## 概要
映画の挿入歌「Grace Flowers」は『ヒーリングっど♥プリキュア』オープニングテーマを担当した北川理恵による楽曲で、2021年2月5日の予告編動画で初披露された。エンディングテーマ「やくそく」は同じく前期エンディングテーマを担当したMachicoによるバラードナンバーとなっており、同月21日のテレビシリーズ最終回にあわせて公開された記念動画で初披露された。
CDは通常盤のほか、映画予告編映像・特報映像・宣伝映像集を収録したDVDが付属したDVD付属盤も発売される。初回封入特典としてジャケットサイズステッカーが付属する。

## 収録曲
1. Grace Flowers(5:36)
歌：北川理恵
作詞：こだまさおり、作曲・編曲：KOHTA YAMAMOTO
  - 東映系アニメ映画『映画 ヒーリングっど♥プリキュア ゆめのまちでキュン!っとGoGo!大変身!!』挿入歌
2. やくそく(4:15)
歌：Machico
作詞：六ツ見純代、作曲・編曲：森いづみ
  - 東映系アニメ映画『映画 ヒーリングっど♥プリキュア ゆめのまちでキュン!っとGoGo!大変身!!』エンディングテーマ
3. Grace Flowers（オリジナル・メロディー入り・カラオケ／オリジナル・カラオケ）(5:36)
CD+DVD盤はオリジナル・メロディー入り・カラオケ、通常盤はオリジナル・カラオケという仕様になっている。
4. やくそく（オリジナル・メロディー入り・カラオケ／オリジナル・カラオケ）(4:14)
CD+DVD盤はオリジナル・メロディー入り・カラオケ、通常盤はオリジナル・カラオケという仕様になっている。

### DVD（CD+DVD盤のみ同梱）
1. 本予告映像
2. 特報映像
3. 宣伝映像集